# Катастрофа Ан-26 під Запоріжжям
Авіакатастрофа під Запоріжжям — авіаційна катастрофа, що сталася в районі села Михайлівка Запорізького району (колишнього Вільнянського району) на Запоріжжі 22 квітня 2022 року. Унаслідок катастрофи, за попереднім даними, загинула одна людина, двоє поранені.
Поки що інформації, що це падіння пов'язане з війною, немає.

## Літак

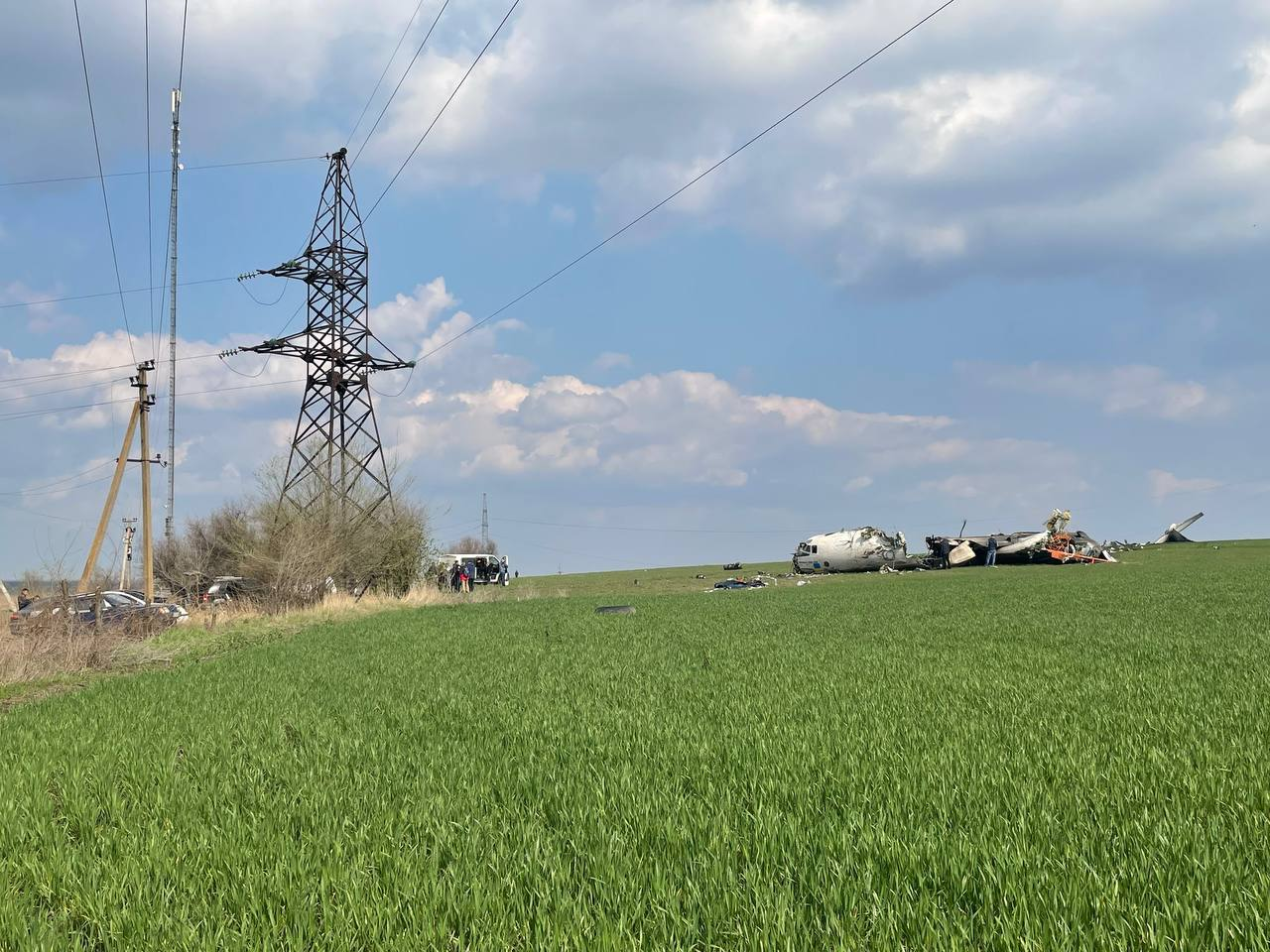
Місце падіння транспортного літака АН-26 в районі села Михайлівка Запорізького району (колишнього Вільнянського району) на Запоріжжі.

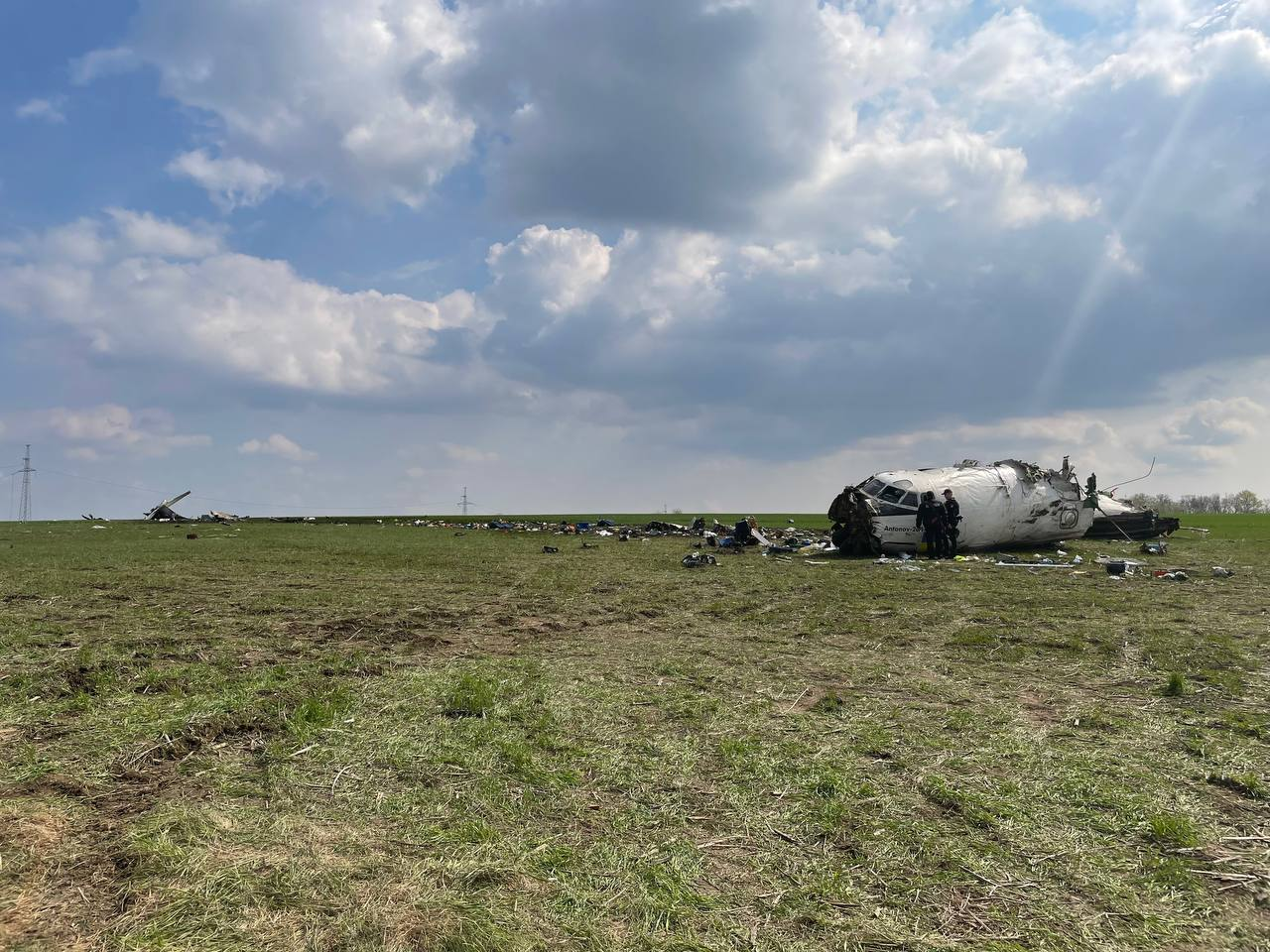
Залишки транспортного літака АН-26

Транспортний літак Ан-26В-100 — це турбогвинтовий військово-транспортний літак (бортовий номер 286, заводський номер 00-00. Він здійснював технічний рейс.

## Перебіг подій
Транспортний літак АН-26 упав о 9:00 п'ятниці 22 квітня 2022 року в районі села Михайлівка Запорізького району (колишнього Вільнянського району) на Запоріжжі. За попередньою інформацією, він належав Україні. Повітряне судно виконувало технічний рейс.

## Причини
За попередніми і поки не підтвердженими даними, літак зачепив електроопору, внаслідок чого загорівся двигун. На місці події працює ДСНС та відповідні органи.

## Жертви
Унаслідок катастрофи, за попередніми даними, загинула одна людина, двоє поранені.